# Possessor
Possessor è un film di fantascienza del 2020 scritto e diretto da Brandon Cronenberg.
Produzione anglocanadese, il film è stato presentato durante il Sundance Film Festival 2020 e premiato durante il Sitges Film Festival 2020 e il Toronto International Film Festival 2020.

## Trama
Una hostess uccide all'improvviso un uomo prima della sua partenza: la donna si inserisce successivamente una pistola in bocca ma non si suicida; punta poi l'arma contro la polizia e viene uccisa. L'hostess non ha tuttavia agito di sua iniziativa: la donna era infatti sotto il controllo di Tasya Vos, assassina su commissione che lavora per una compagnia specializzata nell'utilizzo di una tecnologia che permette di possedere altri individui. Il modus operandi dell'agenzia è possedere persone vicine ai target e utilizzarle per compiere la propria missione: la pistola in bocca è utilizzata come trigger per invertire il processo. Rientrata nel proprio corpo, Tasya viene sottoposta a un test per verificare che abbia riacquisito senza problemi la propria personalità: la donna riconosce i propri effetti personali ed esprime pentimento per una farfalla da lei uccisa durante l'infanzia.
Eseguita la missione, la donna vuole un periodo di pausa per potersi godere suo figlio e suo marito: il suo capo non gradisce tuttavia che lei abbia legami umani, i quali la renderebbero meno performante sul lavoro. Abituata sempre a studiare le "parti" delle persone che possiede, prima di tornare dalla sua ignara famiglia Tasya deve provare anche la parte di se stessa. Dopo aver passato una giornata in famiglia e sentito delle sue stesse gesta al notiziario, Tasya decide di accettare immediatamente il suo nuovo incarico: uccidere il CEO di una nota azienda e sua figlia possedendo il fidanzato di quest'ultima, Colin. Dopo aver studiato la storia e la vita di Colin, Tasya lo possiede e si cala nella sua quotidianità: l'intimità con la fidanzata Ava, il lavoro in un'azienda che spia le persone via webcam, un pomeriggio con le amiche di Ava (fra cui l'amante di Colin, Reeta). Proprio sul lavoro Tasya ha una crisi, come se stesse perdendo il controllo del corpo di Colin.
Durante una cerimonia di gala, Tasya approfitta di un episodio in cui il padre di Ava aveva messo in imbarazzo Colin per simulare un movente di omicidio. Dopo aver finto un'ubriacatura dell'uomo, Tasya ferisce molto gravemente il suocero di Colin con un coltello e spara ad Ava; quando tuttavia la killer esegue il trigger della pistola non riesce a rientrare nel proprio corpo. Terrorizzato, Tasya/Collin inizia a vagare mentre le due personalità sembrano a tratti unirsi in un tutt'uno: sfruttando i ricordi di Colin arriva a casa di Reeta, che prende con tranquillità il suo arrivo nonostante il sangue che lo ricopre. Mentre Reeta fa una doccia, Eddie, il collega di Colin, arriva in casa e spara un tranquillante a quest'ultimo: Eddie è in realtà un dipendente della stessa agenzia di Tasya ed è venuto per aiutarla a rientrare nel proprio corpo. Il suo processo fallisce e Colin riacquisisce il controllo del proprio corpo: al suo risveglio, Eddie e Reeta sono tuttavia morti.
Colin sfrutta i ricordi di Tasya per ritrovare casa della donna: dopo aver interagito nel pomeriggio con il piccolo Ira, di sera riesce ad irrompere nell'abitazione e minaccia con una pistola il marito di Tasya, Michael, per scoprire dove si trova la donna. L'uomo tuttavia non ne ha idea e così, dopo uno scontro fisico, Colin lo uccide. A questo punto Colin inizia ad avere delle visioni in cui interagisce direttamente con Tasya: all'improvviso il piccolo Ira lo ferisce mortalmente con un coltello, ma prima di perire l'uomo spara anche al bambino e lo uccide. Dalle parole pronunciate dal bambino, "pull me out", si capisce che questo era posseduto da un altro killer dell'azienda. Subito dopo, Tasya si risveglia nel proprio corpo: sottoposta agli stessi test della volta precedente, questa volta la killer non dimostra più pentimento per la farfalla uccisa da ragazzina. Lo scopo del suo capo è stato raggiunto: ora la donna non ha più legami affettivi e potrà essere una killer più performante.

## Produzione
Il film, con relativi nomi di regista e principali membri del cast, è stato annunciato nel maggio 2018. In un primo momento il ruolo di Ava avrebbe dovuto essere di Stacy Martin, tuttavia nel 2019 l'attrice è stata sostituita da Tuppence Middleton. Le riprese sono iniziate il 9 aprile 2019.

## Distribuzione
Presentato in anteprima durante il Sundance Film Festival 2020, il film è stato distribuito in Canada a partire dall'ottobre 2020 e in UK a partire dal mese successivo.

## Divieti
In Italia è stato vietato ai minori di 18 anni.

## Accoglienza

### Incassi
Il film ha incassato oltre 900 000 dollari al botteghino.

### Critica
Sull'aggregatore Rotten Tomatoes il film riceve il 93% delle recensioni professionali positive con un voto medio di 7,7 su 10 basato su 134 critiche, mentre su Metacritic ottiene un punteggio di 72 su 100 basato su 23 critiche.

## Premi
Il film è stato premiato come "miglior regia" e "miglior lungometraggio" durante il Sitges Film Festival 2020 e inserito fra i "10 migliori film canadesi dell'anno" durante il Toronto International Film Festival 2020. Ha inoltre ricevuto delle nomination ai Critics' Choice Awards 2020 nelle categorie "miglior film di fantascienza o fantasy", "miglior attore in un film di fantascienza o fantasy" per Christopher Abbott e "miglior attrice in un film di fantascienza o fantasy" per Andrea Riseborough.